# Dwór w Mielżynie
Dwór w Mielżynie – zabytkowy dwór znajdujący się we wsi Mielżyn, w powiecie gnieźnieńskim, w gminie Witkowo, przy ulicy Szkolnej.
Dwór został wzniesiony w drugiej połowie XIX wieku przez Jaraczewskich herbu Zaremba był później przebudowany. Wnętrze zostało przekształcone w związku z nową funkcją Domu Pomocy Społecznej. W ostatnich latach dekoracja elewacji została zniszczona.
Posiada nadal charakterystyczne cechy architektury klasycystycznej. Jest to budowla murowana, otynkowana, wybudowana na planie wydłużonego prostokąta, o jednokondygnacyjnej, horyzontalnie zakomponowanej bryle, pokrytej dachem naczółkowym.
W środkowej części dziewięcioosiowej fasady frontowej, zwróconej w kierunku południowym, umieszczony jest monumentalny, dwukondygnacyjny portyk poprzedzający główne wejście. Wejście do budynku zamknięte jest półokrągło. Dwie pary kolumn portyku posiadają gładkie trzony i jońskie kapitele, podtrzymują one fronton w kształcie trójkąta, w którego środkowym polu umieszczona jest obecnie sztukatorska dekoracja ukazująca Oko Opatrzności. Pierwotnie zapewne był tam herb dawnych właścicieli dworu.